# Oscar Kjellén
Oscar Kjellén, född den 29 april 1899 i Skepperstads församling, Jönköpings län, död den 18 mars 1988 i Kristianstad, var en svensk språk- och skolman. Han var far till Birgitta Trotzig.
Kjellén avlade studentexamen i Jönköping 1919 och blev student vid Uppsala universitet 1920. Han överflyttade 1921 till Göteborgs högskola, där han avlade filosofisk ämbetsexamen 1926 och filosofie licentiatexamen 1939. Kjellén promoverades till filosofie doktor 1947. Han var lärare vid kommunala mellanskolan i Mölndal 1926–1930 och vid Göteborgs högre latinläroverk 1934–1937. Kjellén blev adjunkt vid Kristianstads högre allmänna läroverk sistnämnda år och var lektor i engelska och franska där 1940–1965. Han blev riddare av Nordstjärneorden 1955. Kjellén publicerade Le Patois de la Region de Nozeroy (doktorsavhandling, 1947).